# 卡洛托
卡洛托是哥倫比亞的城鎮，位於該國西部，由考卡省負責管轄，始建於1543年，面積426平方公里，海拔高度1,301米，2005年人口36,901，人口密度為每平方公里86.62人。
3°02′N 76°25′W / 3.033°N 76.417°W